# سیارک ۴۰۵۷
سیارک ۴۰۵۷ (به انگلیسی: 4057 Demophon، نامگذاری:1985TQ) چهار هزار و پنجاه و هفتمین سیارک کشف شده‌است که در ۱۵ اکتبر ۱۹۸۵ کشف شد.
قدر مطلق سیارک برابر ۹٫۶۰ است.